# دور البحرية
دُور البحرية أو دُور نُوّاب الضباط أو دُور القاعدة البحرية أو دور قاعدة الخليج العربي هي منطقة سكنية عراقية كان فيها مئة واثنان من البيوت السكنية، في مقاطعة أم قصر الجنوبية رقم 2، في أقصى جنوب ناحية أم قصر جنوب شرق قضاء الزبير بجنوب محافظة البصرة في جمهورية العراق، متاخمة للشريط الحدودي الفاصل بين بين جمهورية العراق شمالاً ودولة الكويت جنوباً، كان أهل منطقة دُور نواب الضباط يسكنون في تلك المنطقة حتى صدر اتفاق بين الحكومة العراقية والحكومة الكويتية على إزالة منطقة دور البحرية وتعويض أهلها بمساكن بديلة في مقاطعة الهدّامة شمال ناحية أم قصر، وكان سبب توافق الحكومتين على الإزالة أن تلك البيوت متاخمة للحدود فهي ضمن نطاق محرمات الدعامات الحدودية، قالت وزارة الخارجية العراقية إن «المساكن الحكومية الكائنة بمحاذاة الدعامات الحدودية بين العراق ودولة الكويت تقع على أرضٍ عراقية، قبل تشييدها، أو بعد انتقال ساكنيها من المواطنين العراقيين إلى الحي السكني الذي تم تشييده ليكون بديلاً أكثر استقراراً لشاغليها، وبما لا يمس السيادة العراقية، التي لا تُعدّ خياراً، بل مسار تعمل الوزارة على تأكيده"، وحتى 2 آب سنة 2023 كان أهالي دُور البحرية قد أخلوا مساكنهم ما عدا 6 بيوت ما زالوا فيها، وقال مراسل قناة السومرية إن مساكن منطقة دور البحرية التي عددها 99 داراً "سيتم ازالتها بحسب الاتفاق بين العراق والكويت، ويتم نقل الساكنين فيها الى مجمع أم قصر السكني في منطقة الهدامة ضمن الناحية والذي ضم 228 داراً".

## الفصل السابع وثلاثة بيوت

خلف عبد الصمد محافظُ البصرة ومارتن كوبلر الأمين العام للأمم المتحدة في 28 أيار سنة 2013

في بداية شهر آذار سنة 2013، طلبت قواتُ حرس الحدود العراقية، من مواطنين عراقيين في ناحية أم قصر العراقية إخلاء بيوتهم لغرض هدمها، لأنها ضمن مسار أنبوب معدني لترسيم الحدود تعتزم الحكومة الكويتية وضعه، فاعترض سكان الناحية على الطلب، وناشدوا الحكومة أن لا تُفرّطَ بمزيد من الأراضي العراقية، وناشدوها أن توفّر مساكن عوضاً لهم إن أصرّت الحكومة على إخلاء بيوتهم وهدمها، وفي 28 أيار سنة 2013، اجتمع خلف عبد الصمد محافظُ البصرة ومارتن كوبلر ممثلُ الأمينِ العامِ للأمم المتحدة، للتباحث في مسألة المساكن الثلاثة المطلوب هدمها في دُور البحرية، وقال المحافظ "إن البيوت الثلاثة التي كانت تعرقل تثبيت ترسيم الحدود بين العراق والكويت تم هدمها يوم أمس الأربعاء، وقد سمحنا لأصحابها بهدمها بأنفسهم بطلب منهم، موضحا أن العوائل الثلاثة خصصت لها تعويضات مالية تمكنها من توفير سكن بديل لحين بناء مجمع سكني للمتضررين من ترسيم الحدود. وقال مارتن كوبلر "من الصعب على تلك العوائل مغادرة بيوتها التي كانت تعيش فيها، إلا أنها ضَحّت من أجل العراق وسهلت عليه الخروج من الفصل السابع" وقال مارتن كوبلر "العلاقات بين العراق والكويت شهدت العديد من التطورات في الفترة الأخيرة، إلا أن أهمها هو حل مشكلة الحدود التي كانت تقلق الجانب الكويتي..العراق يريد الخروج من طائلة الفصل السابع في أقرب وقت لكن السبيل الوحيد لتحقيق ذلك هو الوفاء بكامل التزاماته".

## أزمة إعلامية

جانب من الشريط الحدودي بين العراق والكويت يحاذي منطقة دُور البحرية

في يوم 1 آب سنة 2023، زارَ العراقَ وزيرُ الخارجية الكويتي، الشيخ سالم عبد الله الجابر الصباح وقال في تصريح صحفي "وودّي أني أشكر بشكل خاص وشخصي سعادة محافظ البصرة على وعوده لنا اليوم بإنهاء منازل أم قصر، سعادته ما قصّر، والله يسلّمه، وعدَ بأن البيوت على حدودنا ستزال قريباً، والمشروع سيتم استلامه بالكامل في الأيام القليلة القادمة"، فثارت ضجة إعلامية أوجبت على المعنيين أن يعلنوا عن توضيح معنى كلام وزير الخارجية الكويتي.

### توضيح عراقي
قال المتحدث باسم الحكومة العراقية، باسم العوادي، في بيان صحافي، إن ترسيم الحدود «أمر محسوم منذ عام 1994. وليس هناك ما تغير على الإجراءات، وإن الأزمة التي أثيرت مؤخراً تُستخدم للابتزاز السياسي»، وقال محافظ البصرة المهندس أسعد العيداني "الكويت شيّدت 99 منزلاً على أراضٍ عراقية، وستوزع على العوائل التي تسكن على الحدود، وقد كلفني رئيس الوزراء وفق القانون بتوزيع المساكن على العوائل العراقية الساكنة على الحدود، كما أنها استلمت كلها المنازل ولم تسكنها حتى الآن"، وقال محافظ البصرة أسعد العيداني، في تصريح متلفز، إن المساكن كانت تقع في منطقة يمر بها الشريط الحدودي، وكان يجب نقلها إلى عمق الأراضي العراقية.

### توضيح كويتي

وزيرا الخارجية للعراق والكويت سنة 2013 في اجتماع متعلق بالحدود

قال الباحث السياسي الكويتي عبد الله خالد الغانم إنه "بناءً على قرار الأمم المتحدة رقم 833 لعام 1993 واعتراف الجمهورية العراقية آنذاك بالحدود الدولية الكويتية - العراقية، تم تعريف ما يسمى نطاق محرمات الدعامات الحدودية، ويصدف أن هناك 100 ومنزلين اثنين، تقع في الجانب العراقي ضمن نطاق محرمات الدعامات الحدودية، مما استدعى تفاهماً كويتياً - عراقياً لإزالة هذه المنازل وتكفلت الكويت ببناء منازل أخرى بديلة لأشقائنا قاطني هذه المنازل الواقعة في النطاق المحرم، وقد تكفلت الكويت ببناء 228 منزلاً قرب المنطقة المتفاهم على إزالتها بشكل يعوض قاطني هذه المنازل ويحقق متطلبات ومستلزمات الترسيم الحدودي البري الكويتي– العراقي".